# Phrymaceae
Phrymaceae (Фримові) — родина головним чином трав'янистих рослин порядку губоцвіті (Lamiales). Родина Phrymaceae вміщує 188 видів, що належать до 13 родів. Етимологія: лат. phryma — походження назви втрачено в античності.

## Опис
Члени родини — головним чином трави і кілька видів напівчагарників. Вони можуть бути однорічними або багаторічними рослинами. Деякі з австралійських родів є водними або напівводними. Найменші члени родини кілька сантиметрів завдовжки, найбільші чагарники до 4 метрів. Листки розміщені по спіралі. Квіти бічні або кінцеві, окремі або в суцвіттях. Найпоширеніший тип плодів — капсула, насіння дрібне.

## Поширення
Майже космополітичний, має два центри біорозмаїття: Австралія та Північна Америка. Члени цієї родини зустрічаються в різних місцях проживання, у тому числі пустелях, берегах річок і горах. Деякі види вирощуються як декоративні.

## Галерея

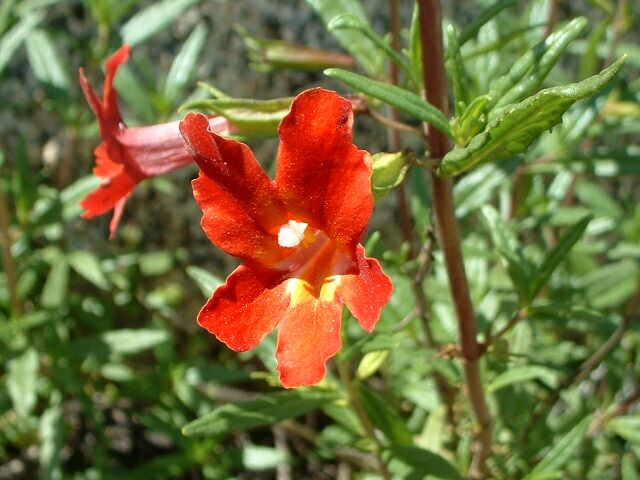
Diplacus aurantiacus
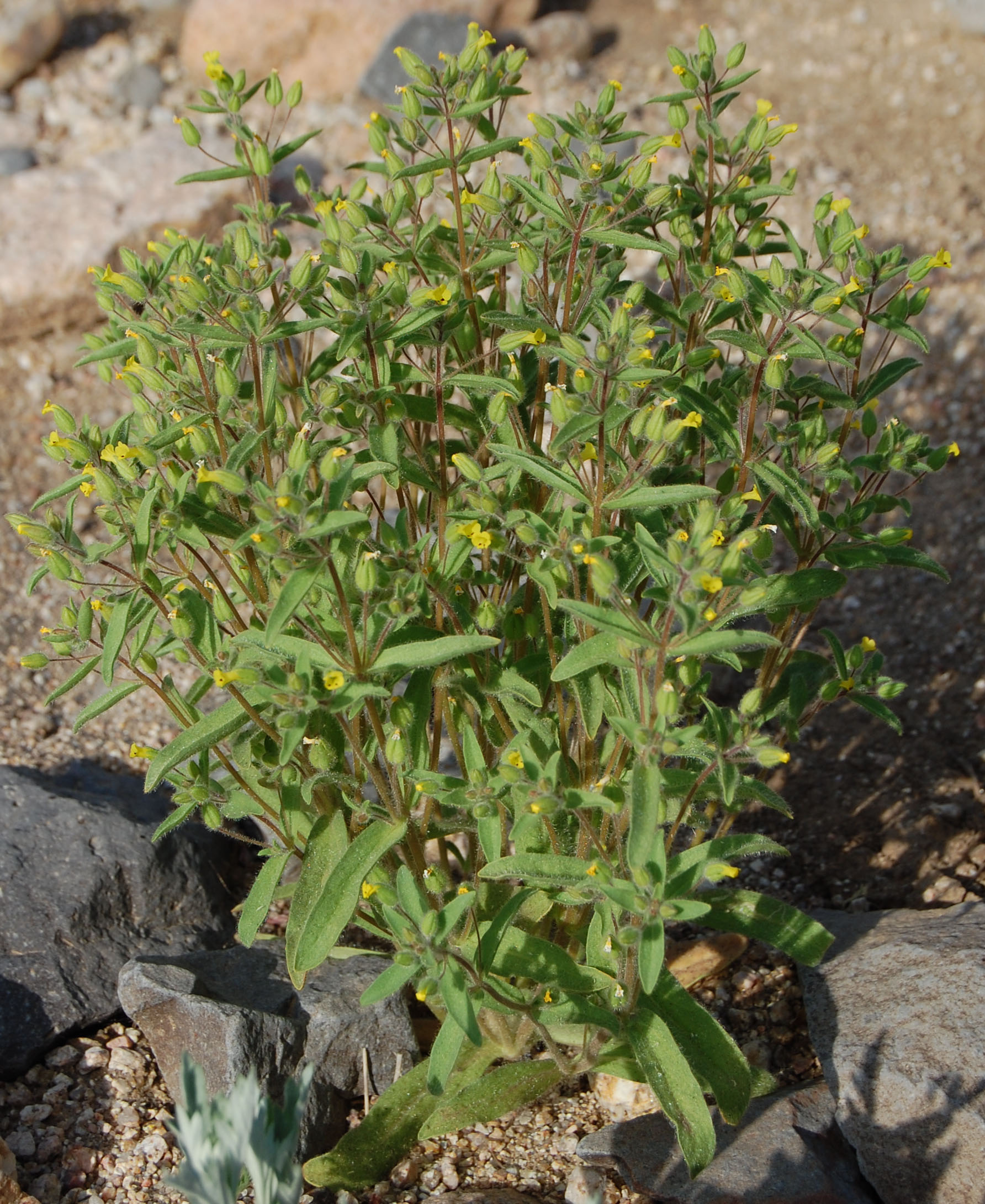
Mimetanthe pilosa
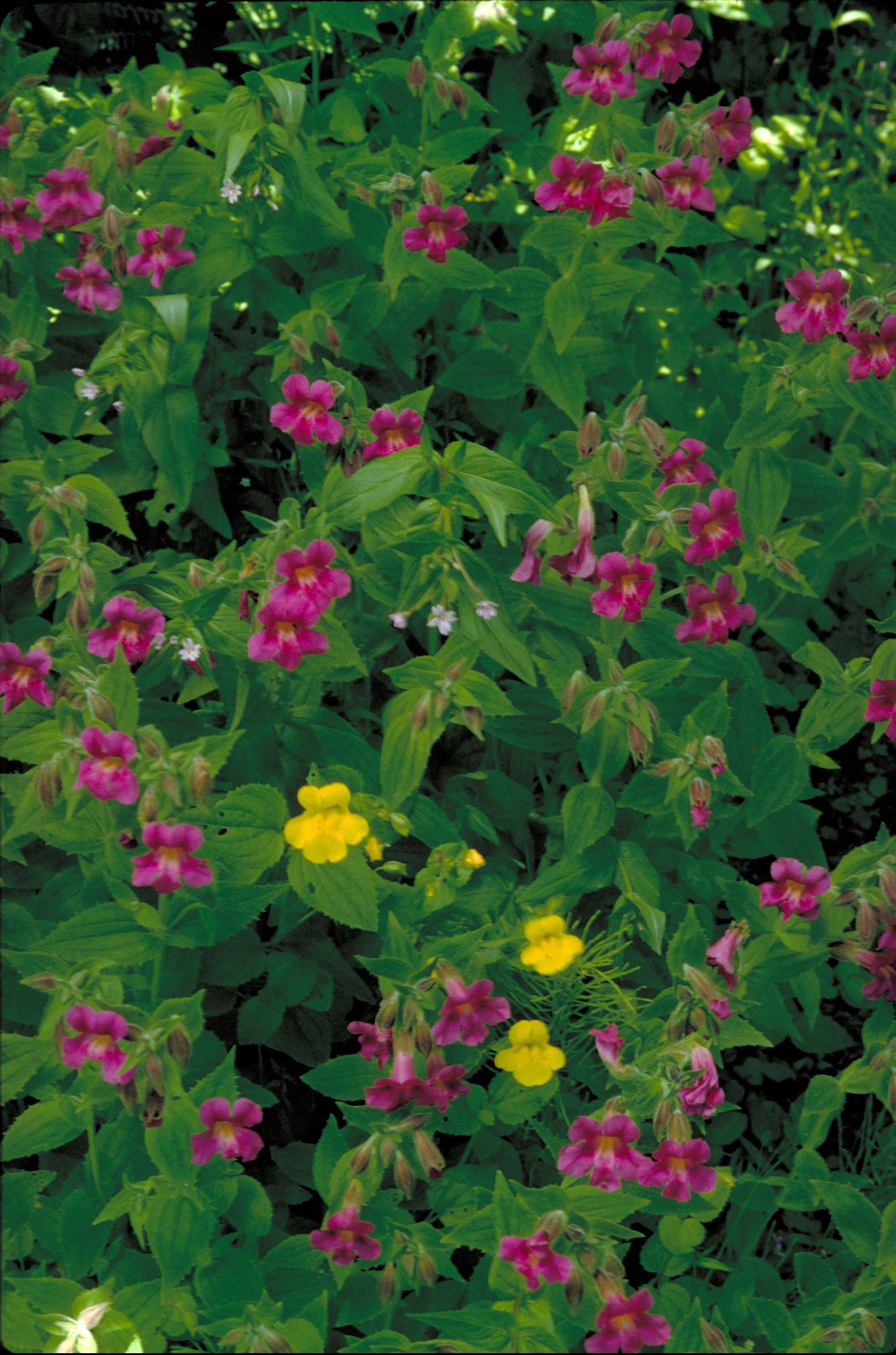
Mimulus ringens
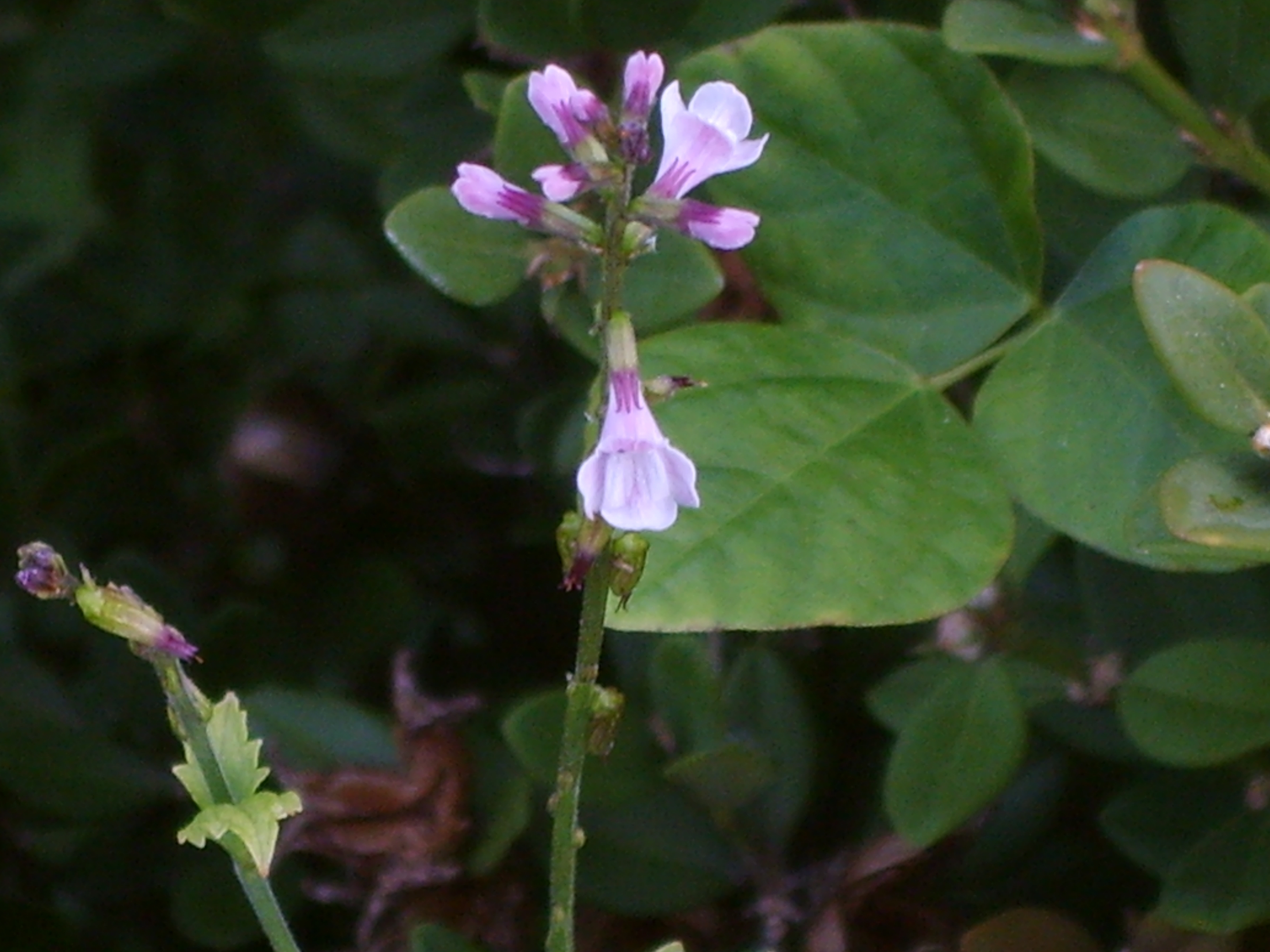
Phryma leptostachya